# ARED

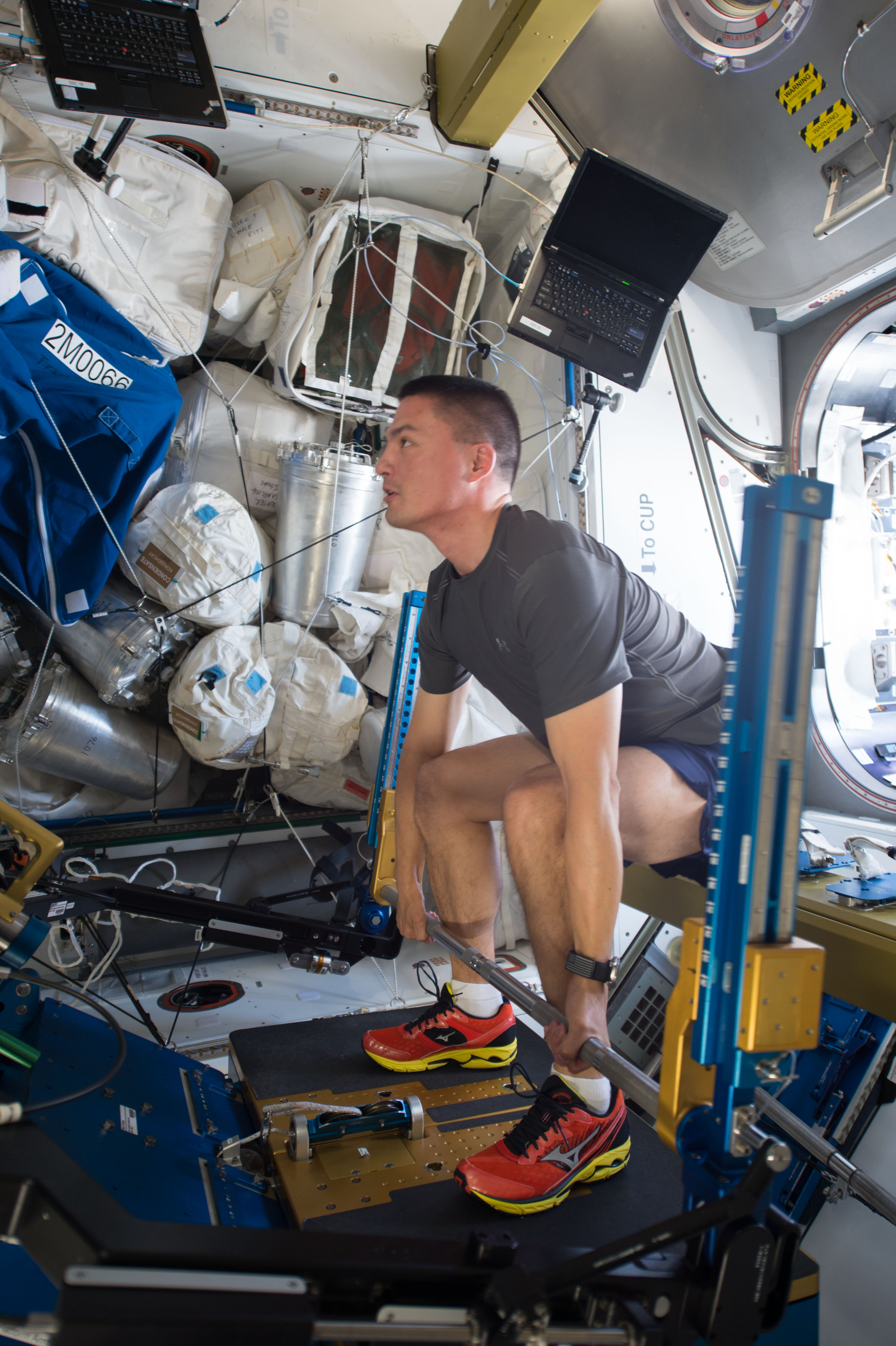
Kjell Lindgren usa ARED nel 2015

L'Advanced Resistive Exercise Device (ARED) è un dispositivo per esercizi ginnici progettato dalla NASA per consentire allenamenti più intensi in gravità zero. Il dispositivo è stato trasportato in volo sulla Stazione spaziale internazionale durante la missione STS-126 e installato nel 2009 per sostituire il suo predecessore inefficiente, il Interim Resistance Exercise Device (iRED).

## Funzionamento
Il dispositivo utilizza un sistema di tubi a vuoto e cavi volano per simulare il processo di esercizi con pesi, come squat, deadlift e calf raise, allenamenti che prevengono in modo più efficace l'atrofia muscolare della parte inferiore del corpo, sebbene abbia la capacità di allenare qualsiasi gruppo muscolare. Il dispositivo ARED viene usato da tutti gli astronauti sulla ISS. Gli astronauti possono perdere circa il 15% della massa muscolare complessiva nel corso di una missione di lunga durata (sei mesi) e fino al 30% della massa muscolare della parte inferiore del corpo.
Il motivo del passaggio dall'iRED all'ARED è che quest'ultimo può fornire fino a una forza di 2700 N, il doppio dell'iRED. Nello specifico, l'ARED può supportare 2700 N per gli allenamenti alla barra e 670 N per gli allenamenti con il cavo.
Il dispositivo funziona attraverso l'utilizzo di due meccanismi:
1. I pistoni all'interno del tubo a vuoto si muovono all'interno per creare resistenza. Le aste del pistone sono fissate alla base del braccio e agiscono come una leva.
2. Attraverso un cavo che imita la forza dei pesi liberi.[2]